# الهيئة العامة للبترول (فلسطين)
الهيئة العامة الفلسطينية للبترول هي هيئة حكومية مستقلة وذات سلطة تأسست عام 1994 لتعنى بالإشراف على كل ما يتعلق بقطاع المحروقات في دولة فلسطين.

## التاريخ
عقب تأسيس السلطة الوطنية الفلسطينية، أنشئت الهيئة العامة للبترول الفلسطينية بتاريخ 6 أكتوبر 1994 كهيئة عامة مستقلة تتبع بشكل مباشر لرئيس السلطة الوطنية الفلسطينية.
في 17 مايو 2003 ضمت حكومة محمود عباس الهيئة إلى وزارة المالية الفلسطينية، بالإضافة إلى الهيئة العامة للتبغ واللجنة العليا للتمويل والاستثمار.
في 2018 تم تكوينها كهيئة حكومية مستقلة تتبع لمجلس الوزراء الفلسطيني.

## رؤساء ومدراء الهيئة
- حربي محمود عبد القادر صرصور، منذ 6 أكتوبر 1994 وحتى 1 مايو 1996.[6]

- حربي محمود عبد القادر صرصور، منذ 1 مايو 1996 وحتى 2003.[7][8]

- مجدي هاني حسني الحسن،[9] منذ 6 نوفمبر 2018 وحتى الآن.[10][11]

## المهام
تتولى الهيئة العامة الفلسطينية للبترول مهام الإدارة والإشراف على كامل قطاع المحروقات في دولة فلسطين.

## حقول النفط والغاز في دولة فلسطين
يوجد في دولة فلسطين كل من حقل غزة مارين للغاز الطبيعي قبالة سواحل غزة، وحقل بترول «مجد» في قرية رنتيس، إلا أن إسرائيل تسيطر عليهما وتمنع الجانب الفلسطيني من الاستفادة منهما. في ضوء ذلك توجه دولة فلسطين اتهامات لإسرائيل بسرقة حصة فلسطين من هذه الحقول.